# Alexanderkerk (Bennekom)
De Oude of Sint-Alexanderkerk in Bennekom in de Nederlandse provincie Gelderland is het oudste kerkgebouw van de PKN-gemeente Bennekom. Het gebouw staat aan de Dorpsstraat 45 en heeft de status rijksmonument. De kerk wordt nog steeds gebruikt voor de protestantse eredienst en daarnaast voor concerten en kooruitvoeringen.

## Geschiedenis
De oudste restanten zijn nog zichtbaar in de vloer van de kerk en worden gevormd door een tufstenen muur, daterend uit de elfde of begin twaalfde eeuw. De oudste schriftelijke vermelding dateert uit 1358. In dat jaar werd de kerk door oorlogshandelingen beschadigd. Nadien werd er een koor aangebouwd.
In 1542 werd begonnen met de herbouw van het schip. Plannen om de kerk verder uit te breiden hebben geen doorgang meer gevonden. De reformatie schijnt in Bennekom rustig verlopen te zijn. De eerste vermelding van een predikant dateert uit 1581.
Het gotische koor werd in 1857 gesloopt om plaats te maken voor het huidige dwarsschip. In 1878 wordt de kerk voorzien van het nog bestaande Leichel-orgel.
Het interieur werd in 1930 flink verbouwd. Er kwam een houten vloer over de bestaande vloer, er werden lambriseringen aangebracht en er werd een nieuwe preekstoel gemaakt.
In 2005-2006 werd het interieur onderhanden genomen. De sinds 1857 afgesloten zijbeuken werden weer bij de kerk getrokken, de banken werden ruimer opgesteld en de stenen vloer werd weer in ere hersteld.

## Interieur
In de kerk zijn alle bouwperioden nog steeds vertegenwoordigd. Een deel van het oude tufstenen fundament is zichtbaar gehouden, bij de restauratie tevoorschijn gekomen gebeeldhouwde gotische kopjes zijn weer zichtbaar gemaakt, maar ook de preekstoel uit 1930 is behouden. Op de vloer zijn vier grafzerken uit de zestiende en zeventiende eeuw, van leden van het geslacht Toe Boecop, te zien. Bijzonder zijn de bij de herbouw in 1542 aangebrachte kraagstenen waarop diverse bouwwerkzaamheden zichtbaar zijn.
Het Leichel-orgel is in 1992 gerestaureerd, en sinds 2009 beschikt de kerk ook over een kabinetorgel uit de achttiende eeuw.

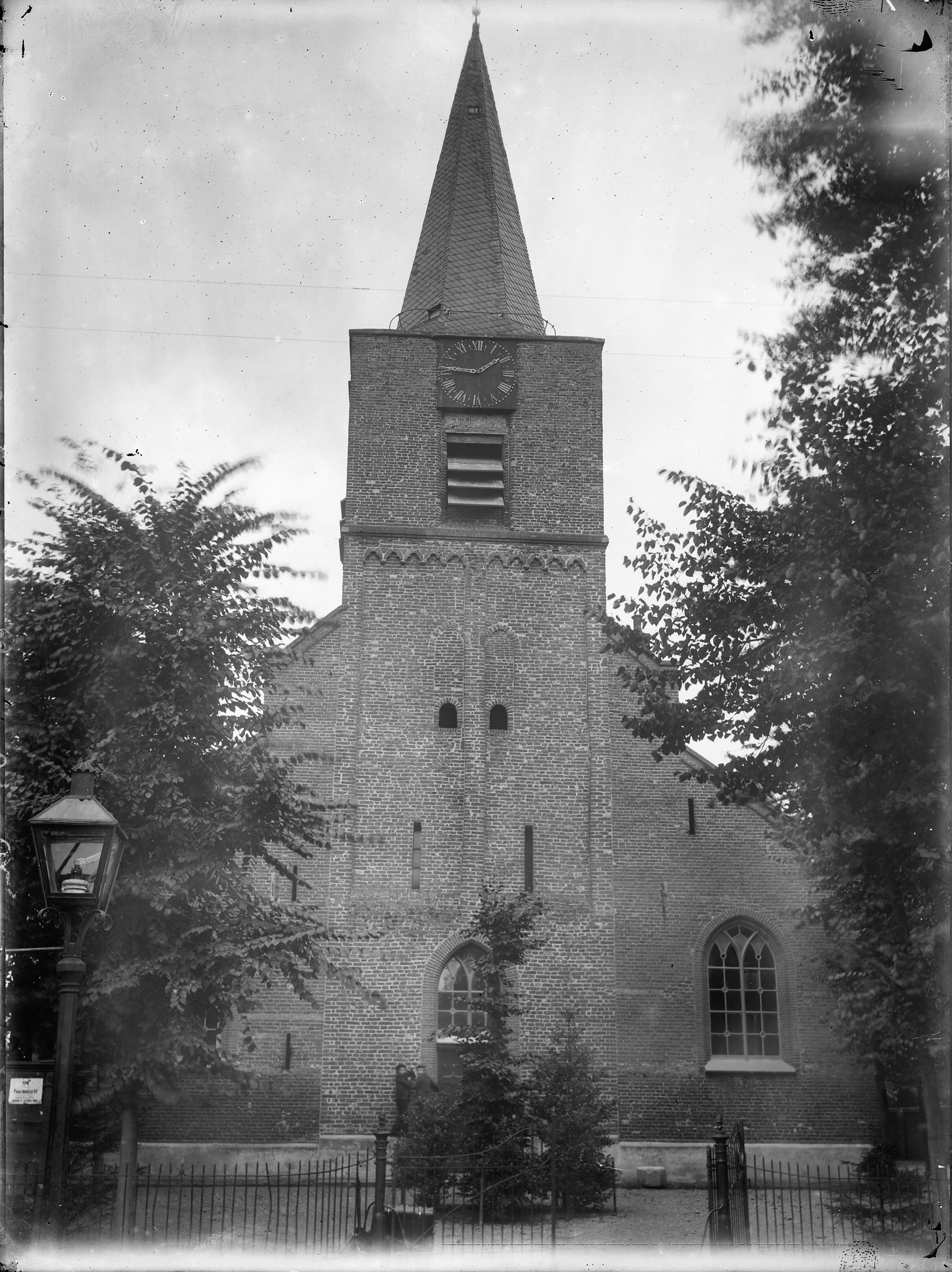
De kerk in 1906
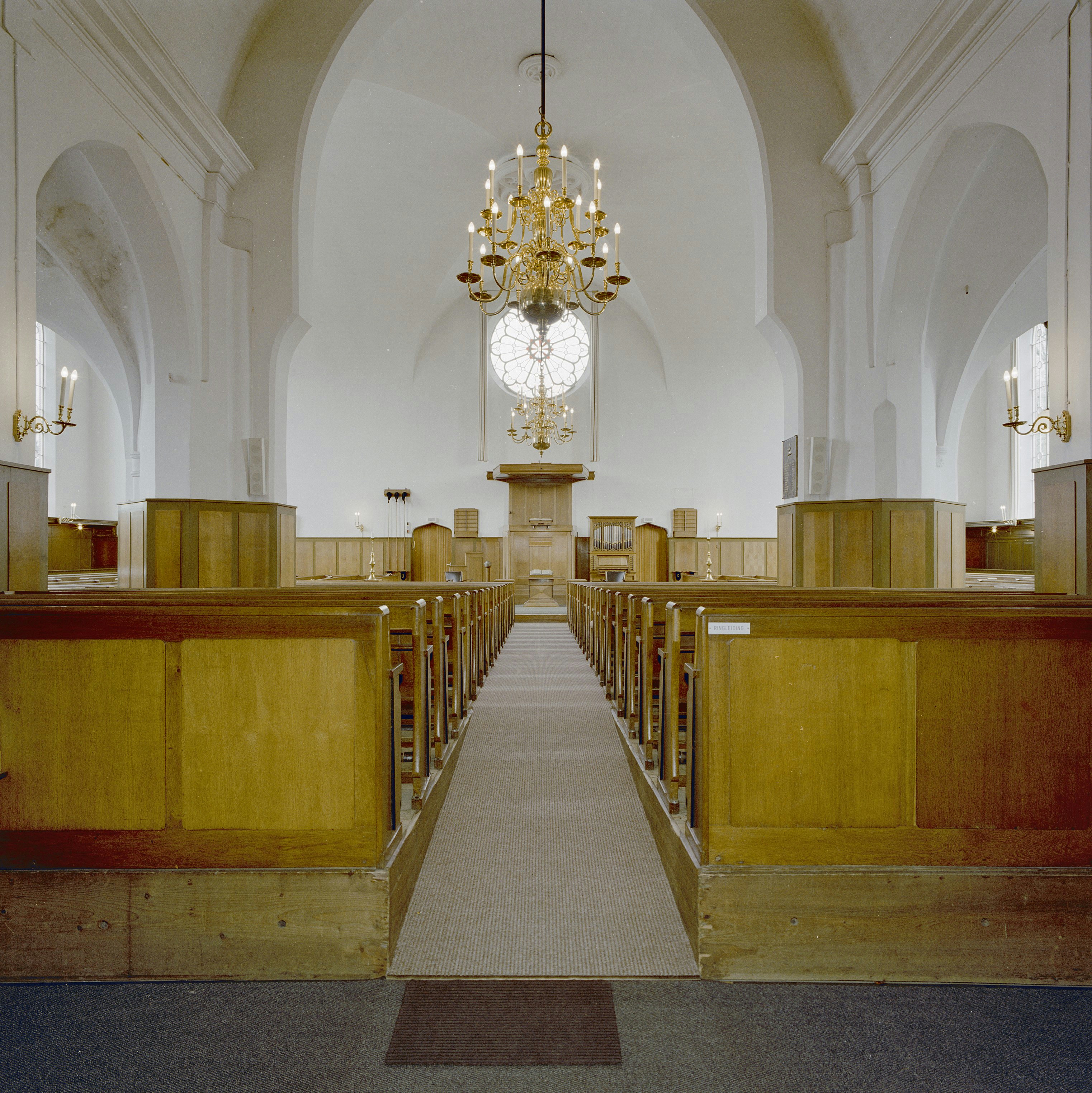
Interieur met preekstoel (1991)
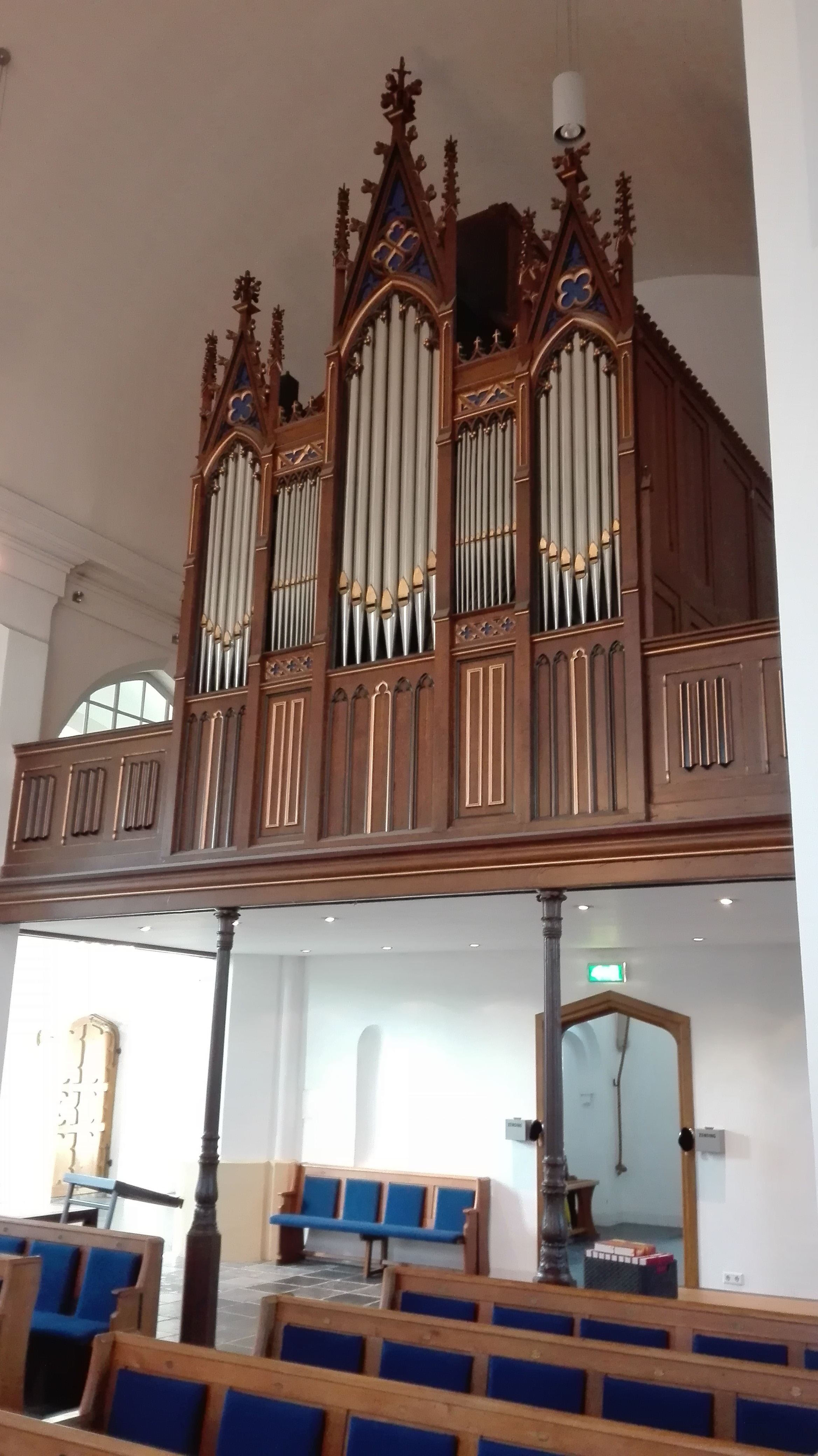
Leichel-orgel (2016)
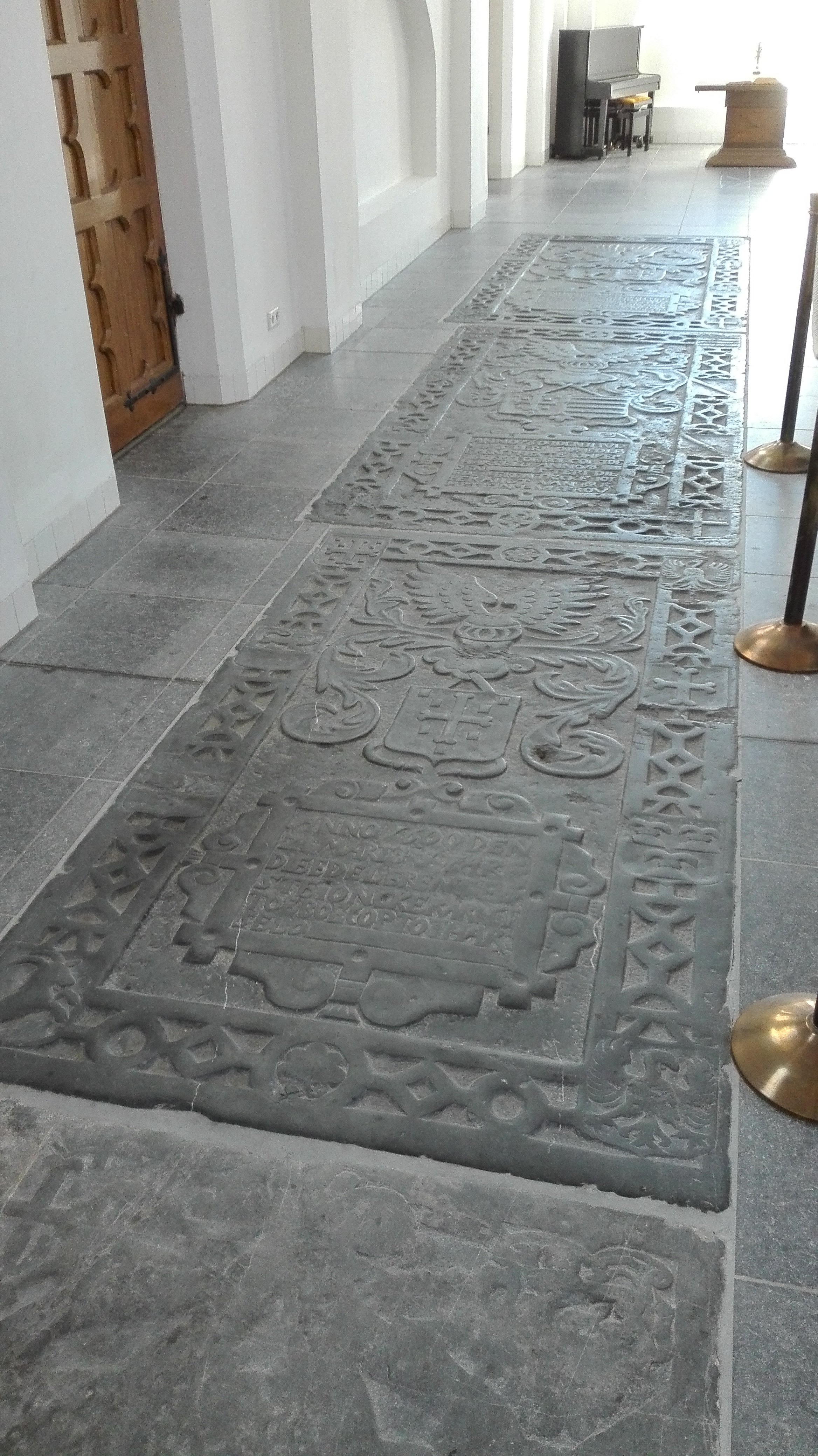
Vier grafstenen
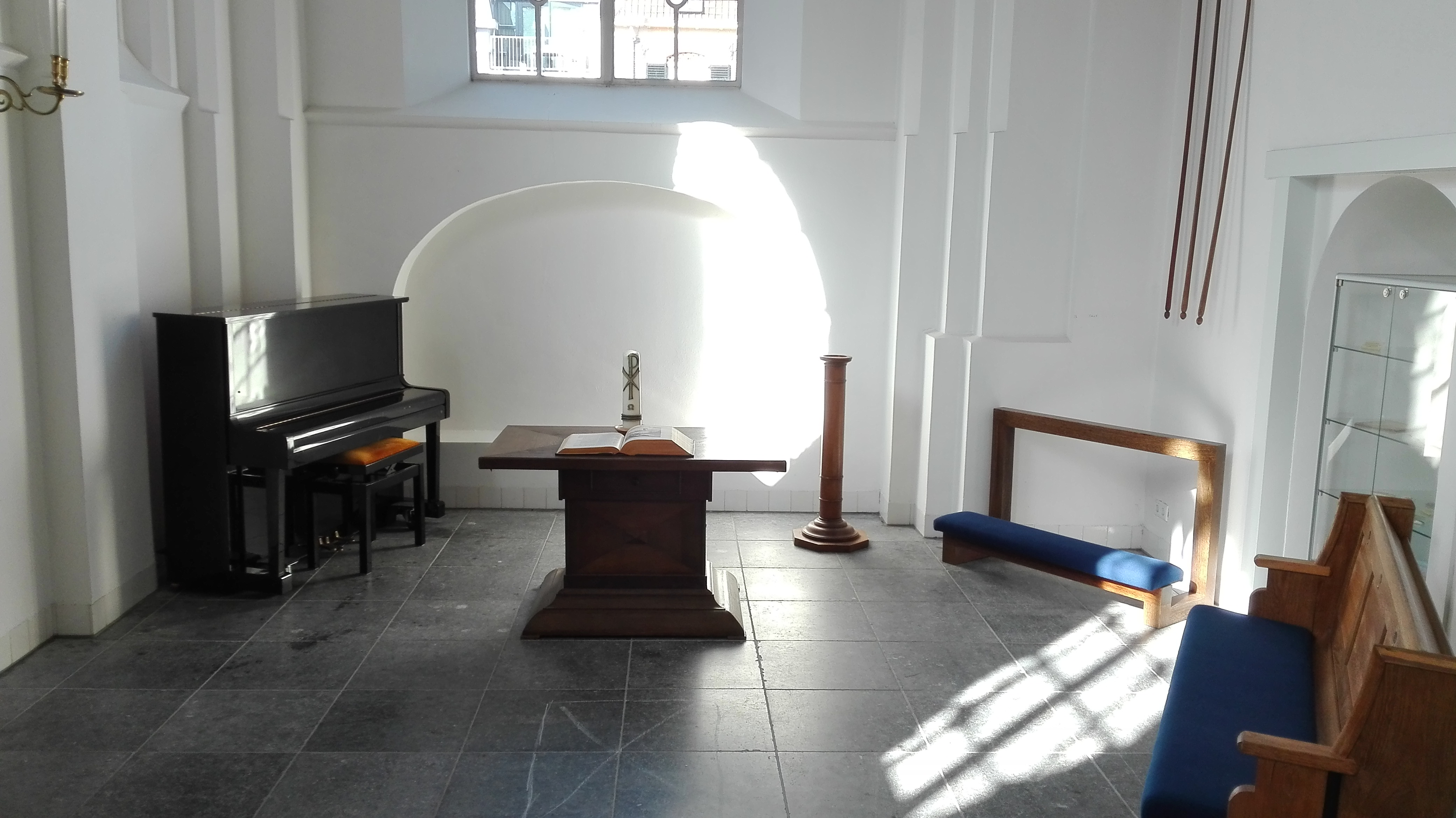
Zuidelijke zijbeuk (2016)
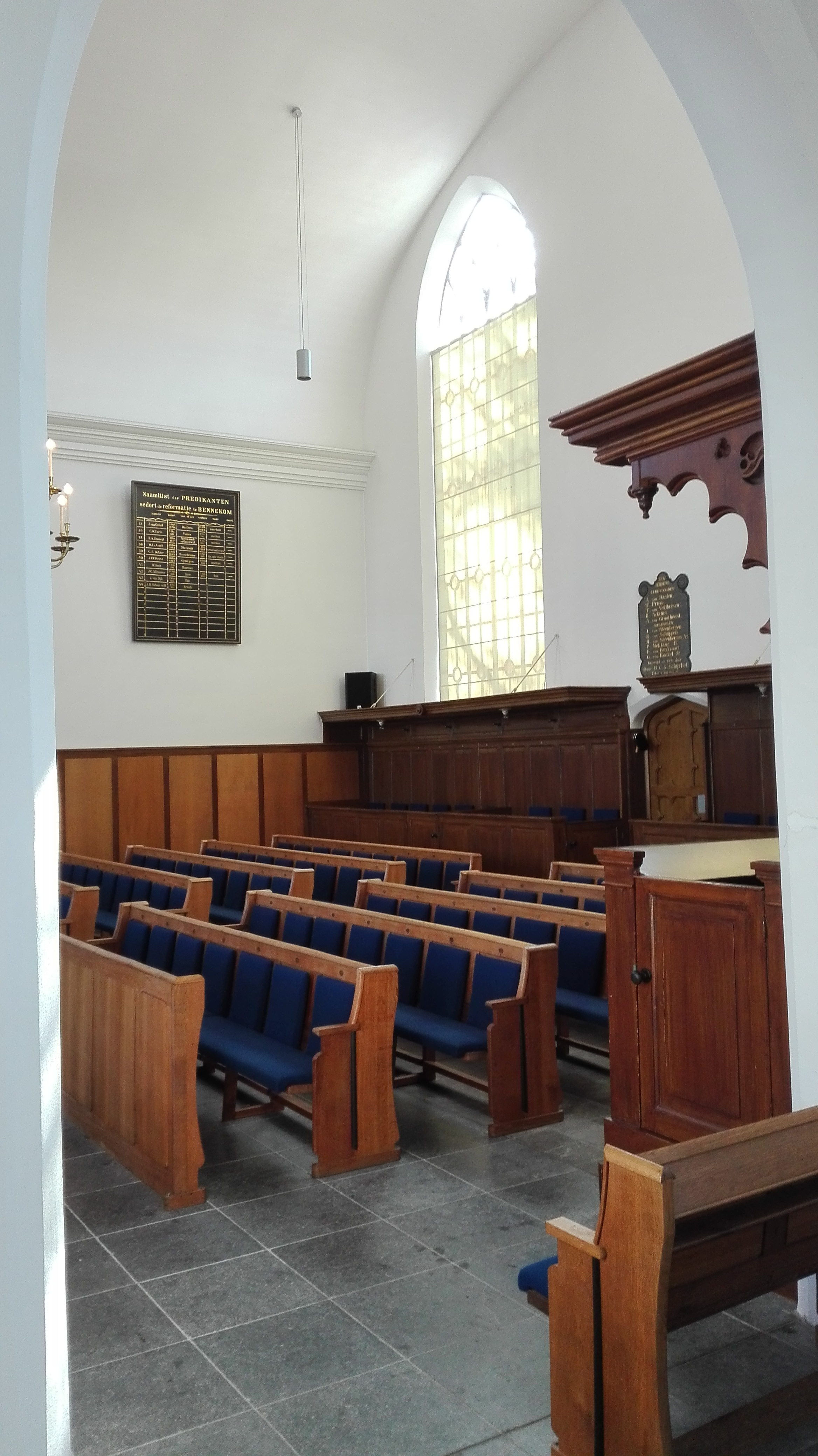
Dwarsschip, zuid (2016)